# IC 823
IC 823 је појединачна звијезда у сазвјежђу Береникина коса која се налази на листи објеката дубоког неба у Индекс каталогу.
Деклинација објекта је + 27° 12' 10" а ректасцензија 12h 47m 50,9s.